# Nyżnia Duwanka
Nyżnia Duwanka (ukr. Нижня Дуванка) – osiedle typu miejskiego na Ukrainie, w obwodzie ługańskim, w rejonie swatowskim, siedziba hromady. W 2001 liczyło 2429 mieszkańców, spośród których 2284 wskazało jako ojczysty język ukraiński, 135 rosyjski, 2 białoruski, 1 ormiański, a 7 inny.